# Bertram Lease
Bertram Lease – kanadyjski zapaśnik w stylu wolnym. Brązowy medal na mistrzostwach panamerykańskich w 1994 roku. Zawodnik University of Regina.